# Grèce aux Jeux olympiques d'été de 2008
La Grèce participe aux Jeux olympiques d'été de 2008 à Pékin.

## Liste des médaillés grecs

### Médailles d’or
| Sport              | Discipline | Sportifs | Performance |
| Médailles d’or : 0 |            |          |             |

### Médailles d’argent
| Sport                  | Discipline                      | Sportifs                            | Performance |
| Médailles d’argent : 2 |                                 |                                     |             |
| Aviron                 | Deux de couple poids légers (H) | Dimítrios Moúyos Vasílios Polýmeros |             |
| Taekwondo              | Plus de 80 kg (H)               | Aléxandros Nikolaïdis               |             |

### Médailles de bronze
| Sport                   | Discipline  | Sportifs                                               | Performance                       |
| Médailles de bronze : 1 |             |                                                        |                                   |
| Voile                   | Yngling     | Sofía Bekatórou Sofía Papadopoúlou Viryinía Kravarióti |                                   |
| Athlétisme              | Triple-saut | Chrysopiyí Devetzí                                     | 15,23 m Disqualifiée pour dopage. |

## Athlètes engagés

### Athlétisme

#### Hommes
| Épreuve               | Athlète                   | Séries      | Séries | Quarts de finale | Quarts de finale | Demi-finales | Demi-finales | Finale       | Finale |
| Épreuve               | Athlète                   | Résultat    | Rang   | Résultat         | Rang             | Résultat     | Rang         | Résultat     | Rang   |
| --------------------- | ------------------------- | ----------- | ------ | ---------------- | ---------------- | ------------ | ------------ | ------------ | ------ |
| 110 mètres haies      | Konstadínos Douvalídis    | 13.49       | 1er Q  | 13.46            | 4e Q             | 13.55        | 5e           | -            | -      |
| 400 mètres haies      | Periklís Iakovákis        | 49.50       | 2e Q   | NC               | NC               | 48.69        | 4e Q         | 49.96        | 8e     |
| Relais 4 × 400 mètres | Stilianos Dimotsios       | 3 min 04.30 | 7e     | -                | -                | -            | -            | -            | -      |
| Relais 4 × 400 mètres | Dimítrios Grávalos        | 3 min 04.30 | 7e     | -                | -                | -            | -            | -            | -      |
| Relais 4 × 400 mètres | Padeleimon Melahrinoudis  | 3 min 04.30 | 7e     | -                | -                | -            | -            | -            | -      |
| Relais 4 × 400 mètres | Konstadinos Anastasiou    | 3 min 04.30 | 7e     | -                | -                | -            | -            | -            | -      |
| 50 km marche          | Konstadinos Stefanopoulos | NC          | NC     | NC               | NC               | NC           | NC           | 4h 07 min 53 | 37e    |
| Saut en longueur      | Loúis Tsátoumas           | 8,27m       | 1er Q  | NC               | NC               | NC           | NC           | /            | /      |
| Triple saut           | Dimítrios Tsiámis         | 16,65m      | 11e    | -                | -                | -            | -            | -            | -      |
| Saut en hauteur       | Konstadínos Baniótis      | 2,10m       | 19e    | -                | -                | -            | -            | -            | -      |
| Lancer du poids       | Mihail Stamatoyiannis     | 18,45m      | 18e    | -                | -                | -            | -            | -            | -      |
| Lancer du marteau     | Aléxandros Papadimitríou  | 74,33m      | 8e     | -                | -                | -            | -            | -            | -      |
| Lancer du javelot     | Ioannis-Yeoryios Smalios  | 71,87m      | 13e    | -                | -                | -            | -            | -            | -      |

#### Femmes
| Épreuve              | Athlète                | Séries       | Séries | Quarts de finale | Quarts de finale | Demi-finales | Demi-finales | Finale       | Finale |
| Épreuve              | Athlète                | Résultat     | Rang   | Résultat         | Rang             | Résultat     | Rang         | Résultat     | Rang   |
| -------------------- | ---------------------- | ------------ | ------ | ---------------- | ---------------- | ------------ | ------------ | ------------ | ------ |
| 400 mètres           | Dimitria Dova          | 52.69        | 5e     | -                | -                | -            | -            | -            | -      |
| 1500 mètres          | Konstadina Efedaki     | 4 min 15.02  | 10e    | -                | -                | -            | -            | -            | -      |
| Marathon             | Eléni Donta            | NC           | NC     | NC               | NC               | NC           | NC           | 2h 46 min 44 | 60e    |
| 100 mètres haies     | Flora Redoumi          | 13.56        | 7e     | -                | -                | -            | -            | -            | -      |
| 3 000 mètres steeple | Irini Kokkinariou      | 10 min 22.39 | 15e    | -                | -                | -            | -            | -            | -      |
| 20 km marche         | Despina Zapounidou     | NC           | NC     | NC               | NC               | NC           | NC           | 1h 39 min 11 | 40e    |
| 20 km marche         | Evaggelia Xinou        | NC           | NC     | NC               | NC               | NC           | NC           | 1h 32 min 19 | 24e    |
| Saut en longueur     | Chrysopiyí Devetzí     | 6,57m        | 9e     | -                | -                | -            | -            | -            | -      |
| Triple saut          | Athanasía Pérra        | NM           | /      | -                | -                | -            | -            | -            | -      |
| Triple saut          | Chrysopiyí Devetzí     | 14,92m       | 1er Q  | NC               | NC               | NC           | NC           | DSQ          | /      |
| Saut en hauteur      | Adonía Steryíou        | 1,85m        | 13e    | -                | -                | -            | -            | -            | -      |
| Saut à la perche     | Nikoléta Kiriakopoúlou | 4,15m        | 15e    | -                | -                | -            | -            | -            | -      |
| Saut à la perche     | Afroditi Skafida       | 4,30m        | 9e     | -                | -                | -            | -            | -            | -      |
| Lancer du poids      | Irini Terzoglou        | 16,50m       | 15e    | -                | -                | -            | -            | -            | -      |
| Lancer du disque     | Dorothéa Kalpakidou    | 53,00m       | 17e    | -                | -                | -            | -            | -            | -      |
| Lancer du marteau    | Alexandra Papayeoryiou | 66,72m       | 14e    | -                | -                | -            | -            | -            | -      |
| Lancer du marteau    | Styliani Papadopoulou  | 69,36m       | 6e Q   | NC               | NC               | NC           | NC           | 64,97m       | 9e     |
| Lancer du javelot    | Sávva Líka             | 59,11m       | 9e     | -                | -                | -            | -            | -            | -      |
| Heptathlon           | Aryiro Strataki        | NC           | NC     | NC               | NC               | NC           | NC           | 5893pts      | 24e    |

### Aviron
| Athlète(s)         | Compétition                 | Série         | Série | Quart de finale | Quart de finale | Demi-finale   | Demi-finale | Finale                 | Finale            |
| Athlète(s)         | Compétition                 | Temps         | Rang  | Temps           | Rang            | Temps         | Rang        | Temps                  | Rang              |
| ------------------ | --------------------------- | ------------- | ----- | --------------- | --------------- | ------------- | ----------- | ---------------------- | ----------------- |
| Ioánnis Chrístou   | Skiff                       | 7 min 29 s 86 | 3e    | 6 min 58 s 28   | 3e              | 7 min 06 s 02 | 4e          | Finale B 7 min 17 s 74 | 4e                |
| Dimítrios Moúgios  | Deux de couple poids légers | 6 min 16 s 10 | 2e    | NC              | NC              | 6 min 24 s 61 | 1er         | 6 min 11 s 72          | Médaille d'argent |
| Vasílios Polýmeros | Deux de couple poids légers | 6 min 16 s 10 | 2e    | NC              | NC              | 6 min 24 s 61 | 1er         | 6 min 11 s 72          | Médaille d'argent |

### Basket-Ball
| Épreuve          | Phase de groupes      | Phase de groupes         | Phase de groupes         | Phase de groupes       | Phase de groupes     | Quart de Finale         | Demi-finale         | Finale / MB         | Rang |
| Épreuve          | Adversaire Résultat   | Adversaire Résultat      | Adversaire Résultat      | Adversaire Résultat    | Adversaire Résultat  | Adversaire Résultat     | Adversaire Résultat | Adversaire Résultat | Rang |
| ---------------- | --------------------- | ------------------------ | ------------------------ | ---------------------- | -------------------- | ----------------------- | ------------------- | ------------------- | ---- |
| Tournoi masculin | Espagne Défaite 66-81 | Allemagne Victoire 87-64 | États-Unis Défaite 69-92 | Angola Victoire 102-61 | Chine Victoire 91-77 | Argentine Défaite 78-80 | -                   | -                   | 5e   |

### Boxe
La Grèce a qualifié deux boxeurs pour le tournoi olympique de boxe. Tous les deux se sont qualifiés au second tournoi de qualification européen.
- Yeóryos Gázis
- Ilías Pavlídis

| Athlète         | Catégorie            | 16e de finale       | 8e de finale         | Quart de finale     | Demi-finale         | Finale              |
| Athlète         | Catégorie            | Adversaire Résultat | Adversaire Résultat  | Adversaire Résultat | Adversaire Résultat | Adversaire Résultat |
| --------------- | -------------------- | ------------------- | -------------------- | ------------------- | ------------------- | ------------------- |
| Georgios Gazis  | Poids moyens (-75Kg) | Biembe Victoire 7-2 | Gongora Défaite 1-12 | -                   | -                   | -                   |
| Helias Pavlidis | Poids lourds (-91Kg) | NC                  | Gajovic Victoire 7-3 | Acosta Défaite 4-7  | -                   | -                   |

### Canoe/Kayak
| Athlète              | Compétition | Éliminatoires  | Éliminatoires | Demi-finales   | Demi-finales | Finale A   | Finale A |
| Athlète              | Compétition | Temps          | Rang          | Temps          | Rang         | Temps      | Rang     |
| -------------------- | ----------- | -------------- | ------------- | -------------- | ------------ | ---------- | -------- |
| Andreas kiligkaridis | C1 500m     | 1 min 54 s 541 | 5e            | 1 min 56 s 310 | 5e           | -          | -        |
| Andreas kiligkaridis | C1 1000m    | 4 min 18 s 488 | 5e            | 4 min 04 s 627 | 5e           | -          | -        |
| Christos Tsakmakis   | C1          | 117.54 pts     | 8e            | 92.18 pts      | 6e           | 186.67 pts | 7e       |

### Cyclisme
Piste
| Athlète                 | Compétition | 1er round | Repêchage | Demi-Finales | Finale |
| Athlète                 | Compétition | Rang      | Rang      | Rang         | Rang   |
| ----------------------- | ----------- | --------- | --------- | ------------ | ------ |
| Chrístos Volikákis      | Keirin      | 5e        | 2e        | -            | -      |
| Athanasios Mantzouranis | Keirin      | 5e        | 3e        | -            | -      |

| Athlète          | Compétition   | Qualification        | Qualification | 1/16 de finale (Repêchage)      | 1/8 de finale (Repêchage)       | Quart de finale                 | Demi-finale                     | Finale                          | Finale |
| Athlète          | Compétition   | Temps Vitesse (km/h) | Rang          | Adversaire Temps Vitesse (km/h) | Adversaire Temps Vitesse (km/h) | Adversaire Temps Vitesse (km/h) | Adversaire Temps Vitesse (km/h) | Adversaire Temps Vitesse (km/h) | Rang   |
| ---------------- | ------------- | -------------------- | ------------- | ------------------------------- | ------------------------------- | ------------------------------- | ------------------------------- | ------------------------------- | ------ |
| Vasileios Reppas | Sprint hommes | 10 s 966             | 20e           | -                               | -                               | -                               | -                               | -                               | -      |

| Athlète                 | Compétition         | Qualification        | Qualification | Demi-finale                     | Finale                          | Finale |
| Athlète                 | Compétition         | Temps Vitesse (km/h) | Rang          | Adversaire Temps Vitesse (km/h) | Adversaire Temps Vitesse (km/h) | Rang   |
| ----------------------- | ------------------- | -------------------- | ------------- | ------------------------------- | ------------------------------- | ------ |
| Athanasios Mantzouranis | Vitesse par équipes | 45 s 645             | 10e           | -                               | -                               | -      |
| Vasileios Reppas        | Vitesse par équipes | 45 s 645             | 10e           | -                               | -                               | -      |
| Panagiotis Voukelatos   | Vitesse par équipes | 45 s 645             | 10e           | -                               | -                               | -      |

### Gymnastisque
Hommes
- Vlásios Máras

Femmes
- Stefaní Bisbíkou

### Taekwondo
Hommes
- +80 kg
  - Aléxandros Nikolaïdis

Femmes
- 67 kg
  - Elisavet Mystakidou
- +67 kg
  - Kyriakí Koúvari